# Kozma Attila (atléta)
Kozma Attila (Gyula, 1960. december 26. – 2020. január 31.) magyar bajnok atléta, közép- és hosszútávfutó, maratoni futó.

## Pályafutása
1974 és 1989 között az Építők SC, 1990-től a BVSC altétája volt. 1984 és 1988 között megszakításokkal a magyar válogatott keret tagja volt.

## Legjobb eredményei
- 01 500 m – 03:41.7
- 05 000 m – 13:40.1
- 10 000 m – 29:14.77 (1985, Budapest)

## Sikerei, díjai
Magyar bajnokság
- 5000 m
  - 3.: 1981, 1985
- kismezei
  - bajnok: 1985
  - 3.: 1984, 1993
  - csapatbajnok: 1979
- mezei
  - csapatbajnok: 1990
- maratoni váltó
  - bajnok: 1993